# Ramessou
Ramessou, ou Ramsès le jeune (« Enfanté par Rê »), est un prince d'Égypte et le deuxième fils Ramsès II,. Lorsque son demi-frère aîné, Amonherkhépeshef meurt, Ramessou devient l'héritier du trône. Toutefois, il meurt lui aussi avant son père et laisse le rôle de prince héritier à son frère cadet Khâemouaset qui lui non plus ne survivra pas à son père.

## Biographie
Du fait de son rang parmi les princes, il est certain que Ramessou est né sous le règne de son grand-père Séthi Ier. Il est le deuxième fils de Ramsès II et le premier fils de la reine Isis-Néféret. Il est donc le frère de la première fille et grande épouse royale Bentanat, du quatrième prince Khâemouaset, qui héritera par ailleurs du titre de « prince héritier » à la mort de Ramessou, et du treizième prince Mérenptah, ce dernier étant finalement le successeur du roi, ayant lui aussi hérité du titre de « prince héritier » à la mort de Khâemouaset.
Sa brillante carrière l'amène au titre de « généralissime ». Il s'illustre essentiellement dans le métier des armes, commencé très jeune puisqu'il est représenté au côté de son père et de deux de ses demi-frères dans le plus grand des temples d'Abou Simbel lors de la bataille de Qadesh, en l'an 5 du règne, bien que la jeunesse du prince permet de douter de la réalité d'une quelconque fonction de commandement. Tenant dans sa main droite un flabellum avec une plume d'autruche, il est coiffé de la mèche de l'enfance et vêtu d'une robe plissée à devanteau triangulaire dont les amples manches, également plissées, retombent sur ses avant-bras. Une inscription le qualifie de « scribe royal, premier généralissime de Sa Majesté, fils du Roi, de son corps... Ramessou ».
Ramessou est attesté par d'autres documents :
- il est figuré entre les jambes de la statue de Ramsès II de la façade du grand temple d'Abou Simbel située immédiatement à droite de l'entrée, en miroir de la représentation de son demi-frère aîné Amonherkhépeshef située entre les jambes de la statue immédiatement à gauche de l'entrée (celle qui est brisée) ; la légende le désigne comme « le premier généralissime de Sa Majesté »[7] ;
- deux scènes, exécutées par son frère Khâemouaset après l'an 20 (déduction de la graphie de graphie des cartouches royaux), montrent la famille de leur mère Isis-Néféret[8] :
  - la première scène, gravée sur un rocher proche d'Assouan, montre au registre supérieur le roi Ramsès II, Isis-Néféret (coiffée de deux hautes plumes et qualifiée d'épouse royale) et Khâemouaset (prêtre Iounmoutef et prêtre-sem) devant le dieu Khnoum, et au registre inférieur les princes Ramessou (qualifié de prince héritier), Bentanat (qualifiée de grande épouse royale) et Mérenptah[9] ;
  - la seconde scène, figurée sur une stèle gravée sur l'un des piliers du spéos d'Horemheb au Gebel Silsileh, montre au registre supérieur Ramsès II, Isis-Néféret (coiffée de deux hautes plumes à cornes lyriformes et qualifée de grande épouse royale) et Bentanat (qualifiée également de grande épouse royale) avec une figure de Khâemouaset beaucoup plus petite devant les dieux Ptah et Néfertoum ; le registre inférieur montre le prince Ramessou et le prince (futur pharaon) Mérenptah[10] ;
- il est mentionné comme « généralissime » dans plusieurs autres documents, dont une inscription dans le temple de Soleb, un ouchebti votif qu'il laissa lors d'un enterrement d'un taureau Apis en l'an 16 ou 30, ainsi que le groupe en grès rose d'origine memphite (Louvre 2272) que Khâemouaset composa lors de l'enterrement de leur mère Isis-Néféret et qui mentionne :

« Puisse le roi faire que soit satisfait Sokar-Osiris, maître d'Ânkh-Taouy, dans le repos de la nécropole du bel Occident en Hout-ka-khénem-nétjérou, qui dissimule le cadavre dans le temps de vie et rassemble les membres pour l'éternité. Le fils royal, le prêtre-sem de Ptah Khâemouaset, juste de voix, dit : Puisses-tu vivre en tant que Sothis, grande épouse royale Isis-Néféret. Puisses-tu être élue (?) au ciel parmi les astres. Puisses-tu compléter Orion en face de Khépri comme un astre unique aux cuisses de Nout, Osiris Isis-Néféret, vivante (soit-elle) en tant que manifestation de Celui qui est protégé dans Busiris. Le scribe royal et grand général, le fils royal Ramessou, juste de voix. »

- il est également mentionné dans la tombe collective KV5 où il est représenté accompagné de la mention « premier fils royal », qui signifie qu'il était l'aîné des fils de la reine Isis-Néféret[12] ;
- le prince est figuré gisant avec son frère Khâemouaset dans une pièce originale appartenant à une collection privée[13] ;
- le prince est également mentionné dans une lettre envoyée à Hattusili III par Ramsès II lui-même qui associe les félécitations royales à celles de deux princes, Riamashesha (c'est-à-dire le prince Ramessou) et un autre prince dont le nom est en lacune mais qui est généralement considéré comme étant le fils aîné, Amonherkhépeshef[14].

La date à partir de laquelle Ramessou devient l'héritier, c'est-à-dire à la mort de son demi-frère aîné Amonherkhépeshef, n'est pas connue avec certitude. Tout au plus peut-on affirmer que lors de la réalisation des scènes familiales, où une fête-Sed du roi est mentionnée (celles organisées par Khâemouaset sont datées des ans 30 à 42), Ramessou était devenu prince héritier, scènes que certains datent de l'an 33-34. Un journal de bord mentionnant le personnel du « domaine du fils royal Ramessou » est daté de l'an 52 ; si la plupart des chercheurs considèrent que ce fils royal renvoie au deuxième fils de Ramsès II, cela n'est pas certain car, d'une part, ce fils royal n'est pas associé à un titre de prince héritier ou de fils aîné, et d'autre part, de nombreux fils de Ramsès II se nommaient Ramsès, avec toutefois un nom complémentaire permettant de les distinguer. Toutefois, Khâemouaset est également cité dans ce journal de bord et n'est pas titré de « prince héritier » mais uniquement de « prêtre-sem de Ptah » et de « fils royal ». Toujours est-il qu'à la mort de Ramessou, il est enterré dans la tombe colective KV5 et son frère cadet Khâemouaset lui succède en tant que prince héritier, pour une courte durée toutefois.

## Sépulture
Une grande tombe a été retrouvée dans la vallée des Rois, la KV5, qui comprend de multiples chapelles et tombeaux des enfants royaux de Ramsès II. L'exploration de cette sépulture collective n'est toujours pas achevée. La tombe est très dégradée, ayant souffert dès l'Antiquité de pillages et des aléas climatiques qui frappent la vallée des Rois de manière sporadique mais dévastatrice pour ce type de tombe qui s'enfonce profondément dans le sol.
Les parois de la tombe étaient recouvertes de reliefs sur stuc dont le décor a pu être restitué par les archéologues livrant de nombreuses scènes représentant Ramsès II, seul ou accompagné de ses fils devant les dieux. Le prince Ramessou est attesté de manière certaine sur l'une d'entre elles où il figure en prière devant le dieu Néfertoum accompagné de la mention « premier fils royal », qui signifie qu'il était l'aîné des fils de la reine Isis-Néféret.